# 인비선
인비선(일본어: 因美線)은 일본 돗토리현 돗토리시의 돗토리역부터 오카야마현 쓰야마시의 히가시쓰야마역에 이르는 서일본 여객철도의 철도 노선(지방 교통선)이다.

## 노선 정보
- 관할 (사업 종별) : 서일본 여객철도 (제1종 철도사업자)
- 노선 거리 (영업 거리) : 70.8km
- 궤간 : 1067mm
- 역 수 : 19 (기종점역 포함)
  - 인비 선 소속 역으로 한정된 경우, 산인 본선 소속의 돗토리 역과 기신 선 소속의 히가시쓰야마 역이 제외되어, 17역이 된다.
- 복선화 구간 : 없음 (전 구간 단선)
- 전철화 구간 : 없음 (전 구간 비 전철화)
- 폐색 방식 : 특수 자동 폐색식 (궤도 회로 검지식)
- 운전 지령소 :
  - 돗토리 역 - 지즈 역 간 : 돗토리 CTC 센터
  - 지즈 역 - 히가시쓰야마 역 간 : 오카야마 수송 출장소 쓰야마 파출
- 최고 속도 :
  - 돗토리 역 - 쓰노이 역 간 : 110km/h
  - 쓰노이 역 - 지즈 역 간 : 95km/h
  - 지즈 역 - 나기 역 간, 미마사카카모 역 - 히가시쓰야마 역 간 : 85km/h
  - 나기 역 - 미마사카카모 역 간 : 65km/h

## 역 목록
| 노선명   | 역명           | 일어 역명 | 역간 거리 | 영업 거리 | 접속 노선                                       | 소재지     | 소재지    | 소재지    |
| -------- | -------------- | --------- | --------- | --------- | ----------------------------------------------- | ---------- | --------- | --------- |
| 인 비 선 | 돗토리         | 鳥取      | -         | 0.0       | 서일본 여객철도 산인 본선                       | 돗토리현   | 돗토리시  | 돗토리시  |
| 인 비 선 | 쓰노이         | 津ノ井    | 4.3       | 4.3       |                                                 | 돗토리현   | 돗토리시  | 돗토리시  |
| 인 비 선 | 히가시코게     | 東郡家    | 3.9       | 8.2       |                                                 | 돗토리현   | 야즈군    | 야즈정    |
| 인 비 선 | 고게           | 郡家      | 2.1       | 10.3      | 와카사 철도 와카사 선                           | 돗토리현   | 야즈군    | 야즈정    |
| 인 비 선 | 가와하라       | 河原      | 3.8       | 14.1      |                                                 | 돗토리현   | 야즈군    | 야즈정    |
| 인 비 선 | 구니후사       | 国英      | 3.3       | 17.4      |                                                 | 돗토리현   | 돗토리 시 | 돗토리 시 |
| 인 비 선 | 다카가리       | 鷹狩      | 2.4       | 19.8      |                                                 | 돗토리현   | 돗토리 시 | 돗토리 시 |
| 인 비 선 | 모치가세       | 用瀬      | 1.3       | 21.1      |                                                 | 돗토리현   | 돗토리 시 | 돗토리 시 |
| 인 비 선 | 이나바야시로   | 因幡社    | 3.8       | 24.9      |                                                 | 돗토리현   | 돗토리 시 | 돗토리 시 |
| 인 비 선 | 지즈           | 智頭      | 7.0       | 31.9      | 지즈 급행 지즈 선                               | 돗토리현   | 야즈 군   | 지즈정    |
| 인 비 선 | 하지           | 土師      | 3.7       | 35.6      |                                                 | 돗토리현   | 야즈 군   | 지즈정    |
| 인 비 선 | 나기           | 那岐      | 2.9       | 38.5      |                                                 | 돗토리현   | 야즈 군   | 지즈정    |
| 인 비 선 | 미마사카카와이 | 美作河井  | 10.0      | 48.5      |                                                 | 오카야마현 | 쓰야마시  | 쓰야마시  |
| 인 비 선 | 지와           | 知和      | 3.5       | 52.0      |                                                 | 오카야마현 | 쓰야마시  | 쓰야마시  |
| 인 비 선 | 미마사카카모   | 美作加茂  | 3.8       | 55.8      |                                                 | 오카야마현 | 쓰야마시  | 쓰야마시  |
| 인 비 선 | 미우라         | 三浦      | 3.5       | 59.3      |                                                 | 오카야마현 | 쓰야마시  | 쓰야마시  |
| 인 비 선 | 미마사카타키오 | 美作滝尾  | 2.2       | 61.5      |                                                 | 오카야마현 | 쓰야마시  | 쓰야마시  |
| 인 비 선 | 다카노         | 高野      | 5.2       | 66.7      |                                                 | 오카야마현 | 쓰야마시  | 쓰야마시  |
| 인 비 선 | 히가시쓰야마   | 東津山    | 4.1       | 70.8      | 서일본 여객철도 기신 선 (사요 방면)             | 오카야마현 | 쓰야마시  | 쓰야마시  |
| ※        | 쓰야마         | 津山      | 2.6       | 73.4      | 서일본 여객철도 기신 선 (니미 방면) · 쓰야마 선 | 오카야마현 | 쓰야마시  | 쓰야마시  |